# Cyrtopogon lateralis
Cyrtopogon lateralis là một loài ruồi trong họ Asilidae. Cyrtopogon lateralis được Fallén miêu tả năm 1814.

## Hình ảnh
- Tập tin:Cyrtopogon lateralis - ngày 5 tháng 7 năm 2013.webm